# Asura nigripuncta
Asura nigripuncta là một loài bướm đêm thuộc phân họ Arctiinae, họ Erebidae.